# Гбиська
Гбиська (пол. Gbiska) — село в Польщі, у гміні Стрижів Стрижівського повіту Підкарпатського воєводства.
Населення — 303 особи (2011).
У 1975-1998 роках село належало до Ряшівського воєводства.

## Демографія
Демографічна структура станом на 31 березня 2011 року:
|          | Загалом | Допрацездатний вік | Працездатний вік | Постпрацездатний вік |
| -------- | ------- | ------------------ | ---------------- | -------------------- |
| Чоловіки | 137     | 29                 | 93               | 15                   |
| Жінки    | 166     | 30                 | 96               | 40                   |
| Разом    | 303     | 59                 | 189              | 55                   |